# کلوار (دلفان)
کلوار (دلفان)، روستایی از توابع بخش کاکاوند شهرستان دلفان در استان لرستان ایران است.

## جمعیت
این روستا در دهستان ایتیوند جنوبی قرار دارد و بر اساس سرشماری مرکز آمار ایران در سال ۱۳۸۵، جمعیت آن زیر سه خانوار بوده‌است.اهالی این روستا سال ۱۳۷۰ شمسی به شهر مهاجرت نمودند و به صورت فصلی در آن اقامت دارند. 
مشاهیر: 
یوسف میرزایی: فرهنگی و کاندید شورای شهر نورآباد.        
وحید عظیمی : معاونت اداره کل هلال احمر (صلیب سرخ) استان لرستان